# Græske kolonier
De græske kolonier i antikken blev anlagt i løbet af 1. årtusind f.v.t., hvor en lang række af de græske bystater grundlagde nye bosættelser i hele middelhavsområdet og ved Sortehavet. I begyndelse af det 1. årtusind f.v.t. havde græsktalende folkeslag bosat sig på øerne i Ægæerhavet og Lilleasiens kyst, men i 8. og 7. årh. f.v.t. begyndte de at anlægge kolonier længere borte, først og fremmest i Syditalien, Nordafrika, sydlige Gallien, Spanien og ved Sortehavet. Med sig bragte grækerne deres sprog, religiøse og politiske traditioner, hvilket først og fremmest betød polis-institutionen. De græske kolonier fik stor kulturel indflydelse i de områder hvor de blev anlagt, da de var medvirkende til spredningen af den græsk-hellenistiske kultur til hele middelhavsområdet.
Der fandtes to typer af kolonier, apoikiai og emporia, hvor den første var selvstændige bystater og den anden var handelsstationer. Den nye by beholdt stærke venskabelige relationer til moderbyen (metropolis), men var politisk uafhængig.

## Græske kolonier
Oversigt over de vigtigste kolonier, opdelt efter det område hvor de blev anlagt – efterfulgt af det moderne navn:
Magna Graecia
- Tarentum – Taranto
- Cumae – Cuma
- Kroton (Κρότων) – Crotone
- Rhegion (Ρήγιον) – Reggio Calabria
- Sybaris – Sibari
- Neapolis – Napoli
- Pithekusai – Ischia
- Paestum – Paestum
- Elaia – Velia (Novi Velia)
- Lokroi Ephyzephirioi – Locri
- Hydrus – Otranto
- Brundisium – Brindisi

Sicilia:
- Akragas (Άκραγας) – Agrigento
- Gela – Gela
- Catania – Catania
- Naxos
- Segesta – Segesta
- Selinunt – Selinunte
- Syrakusa (Συρακούσσες) – Siracusa
- Taormina – Taormina
- Messina – Messina

Krim
Ionien
Gallien
- Massalia – Marseille

| Historie | Spire Denne historieartikel er en spire som bør udbygges. Du er velkommen til at hjælpe Wikipedia ved at udvide den. |